# Actinella fausta
Actinella fausta – gatunek ślimaka trzonkoocznego z rodziny Geomitridae.

## Występowanie
Zamieszkuje portugalską wyspę Maderę. Wiedzie lądowy tryb życia.

## Status
Jest to gatunek rzadki. W Czerwonej księdze gatunków zagrożonych IUCN od 2011 roku jest klasyfikowany jako gatunek najmniejszej troski (LC, ang. Least Concern); wcześniej, od 1996 roku uznawano go za gatunek bliski zagrożenia, a od 1994 jako gatunek zagrożony.